# Carnevale Ambrosiano
Il Carnevale Ambrosiano è un evento annuale di carattere storico religioso. Le manifestazioni coinvolgono la città di Milano, l'intera arcidiocesi di Milano e i territori di alcune delle diocesi vicine.

## Legenda

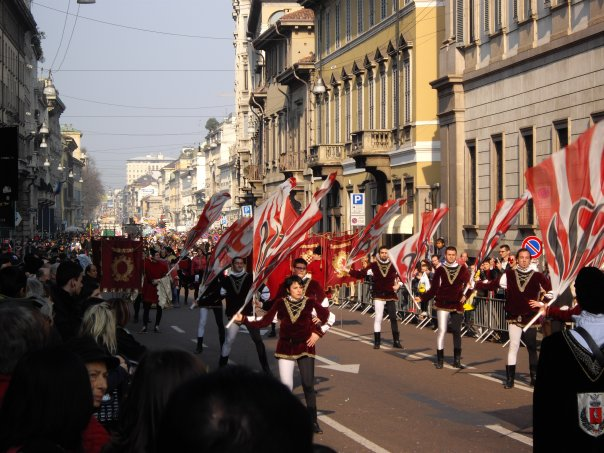
Gli Sbandieratori, Carnevale Ambrosiano 2009.

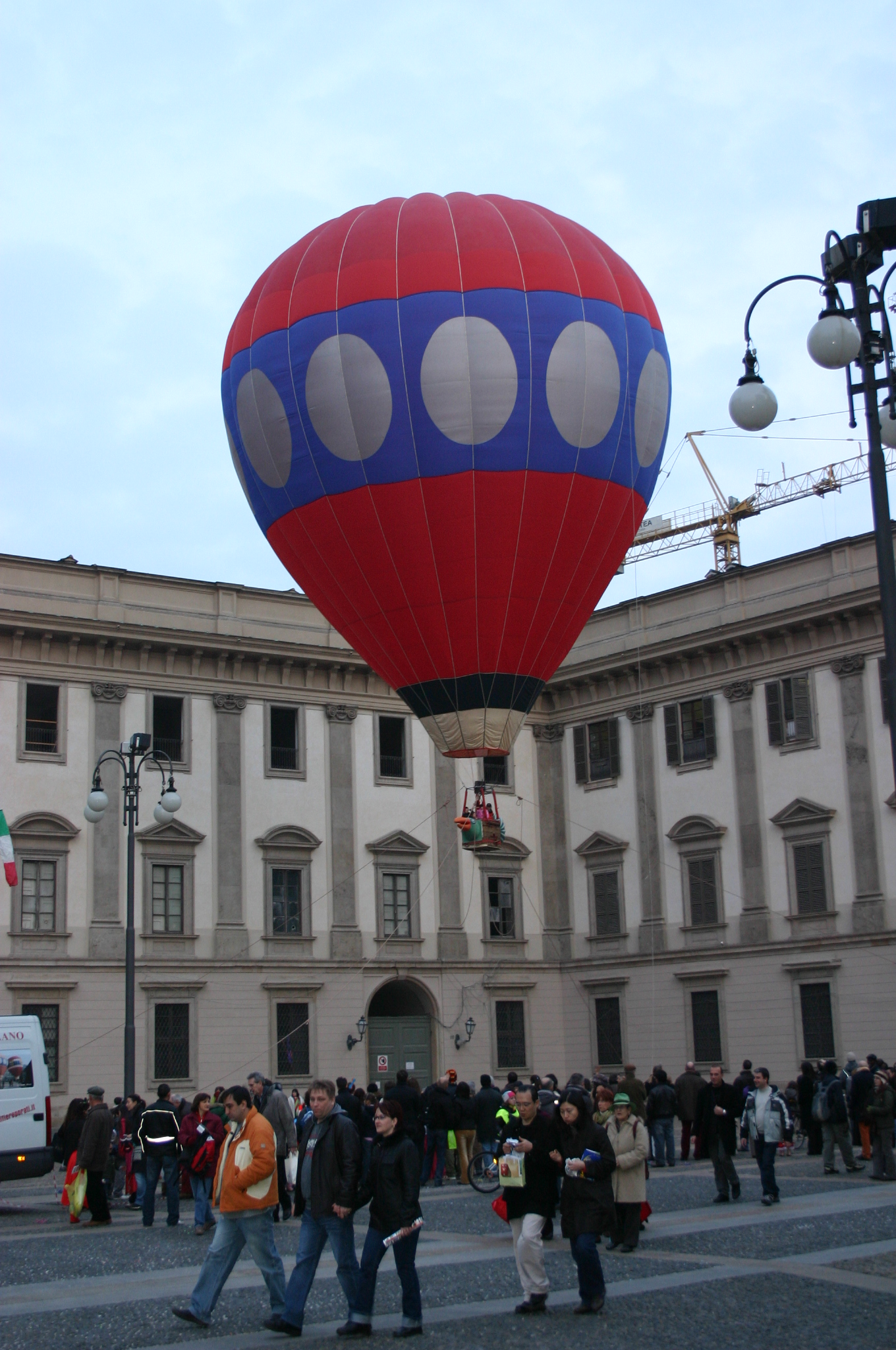
Carnevale Ambrosiano 2007.

| Termine              | Descrizione |
| -------------------- | --- |
| Baccanale            | Dal latino: Bacchanalia festività romana a sfondo propiziatorio o rievocativa. Rituali dedicati al dio Bacco.                                                      |
| Saturnali            | Festività romana a sfondo orgiastico - sacrificale. Rituali dedicati al dio Saturno.                                                                               |
| Mascherata           | In senso stretto le maschere del teatro dell'arte. |
| Martedì Grasso       | Unico giorno coincidente dei due riti. Inizio del "Carnevale Ambrosiano".                                                                                          |
| Giovedì Grasso       | Corrispondente al giovedì successivo al Giovedì grasso del rito canonico.                                                                                          |
| Sabato Grasso        | Equivalente del Martedì Grasso. Giornata conclusiva del "Carnevale Ambrosiano" con il "Grande Corteo Storico" e dei Gruppi Mascherati degli Oratori della Diocesi. |
| Domenica "in capite" | Equivalente del Mercoledì delle Ceneri. Prima giornata di Quaresima. Detta in capite Quadragesimae                                                                 |

## Rito ambrosiano
Nel rito ambrosiano osservato nella maggior parte delle chiese dell'arcidiocesi di Milano e in alcune delle diocesi vicine, il periodo quaresimale inizia con la prima domenica di Quaresima. L'ultimo giorno di Carnevale è il sabato, quattro giorni dopo rispetto al martedì grasso in cui termina il Carnevale celebrato dove si osserva il rito romano.
La tradizione detta che all'origine di questa usanza ci sia una richiesta specifica di Sant'Ambrogio che in pellegrinaggio lontano da Milano abbia fatto richiesta alla popolazione di attendere il proprio rientro per poter dare inizio alle celebrazioni della Quaresima.
Verosimilmente potrebbe essere dettata dal prolungarsi di guerre o carestie o pestilenze o dalla transizione dal calendario giuliano al calendario gregoriano avvenuta solo nel 1582. La verità risiede nel computo dei giorni, dovuti alla differenziazione fra i termini penitenza e digiuno in senso stretto, questo era il computo originale della primitiva Quaresima in tutti i riti.
A Milano, la scansione liturgica delle funzioni religiose strettamente connessa al "rito ambrosiano" si riflette anche sul Carnevale.

## Contesto storico imperiale

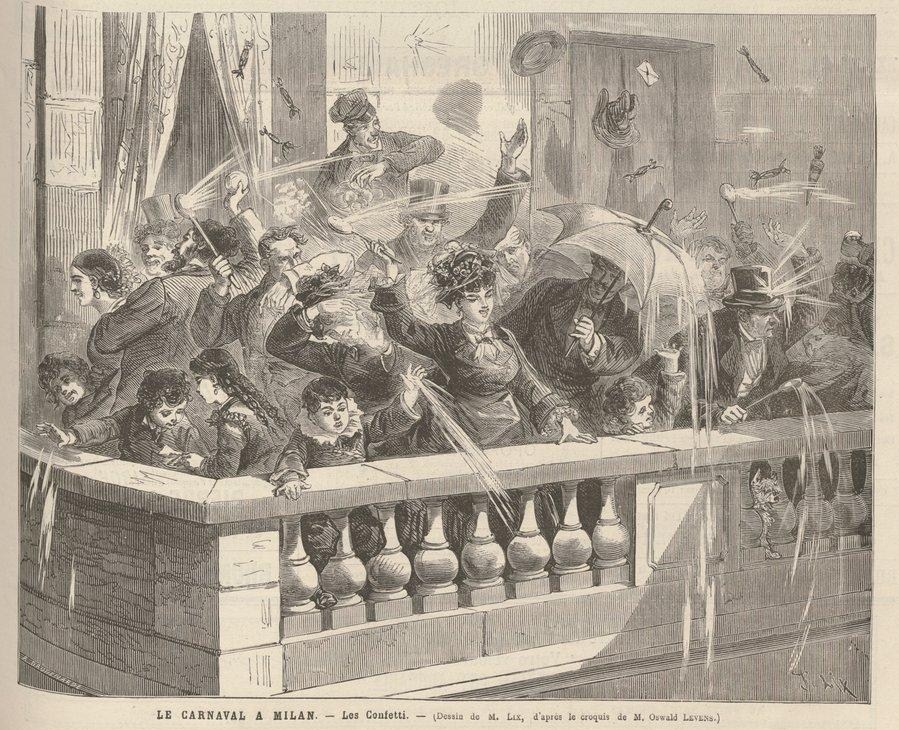
Edizione storica 1884.

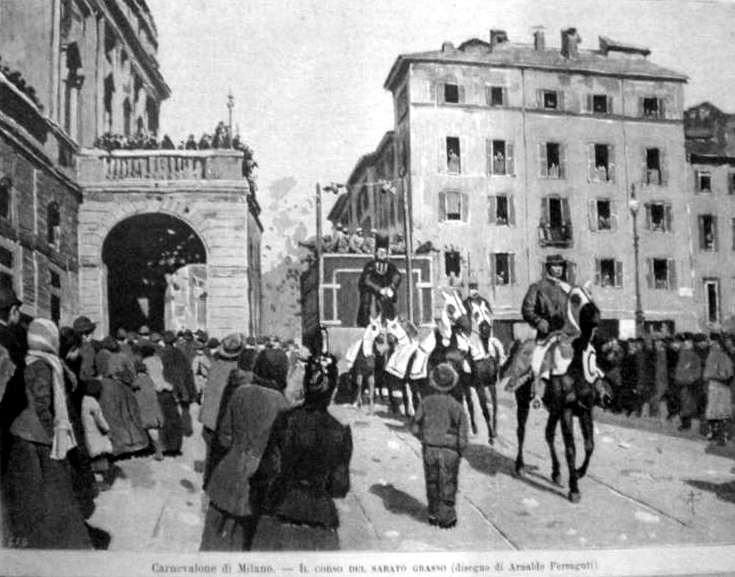
Carnevalone di Milano, Edizione storica 1893.

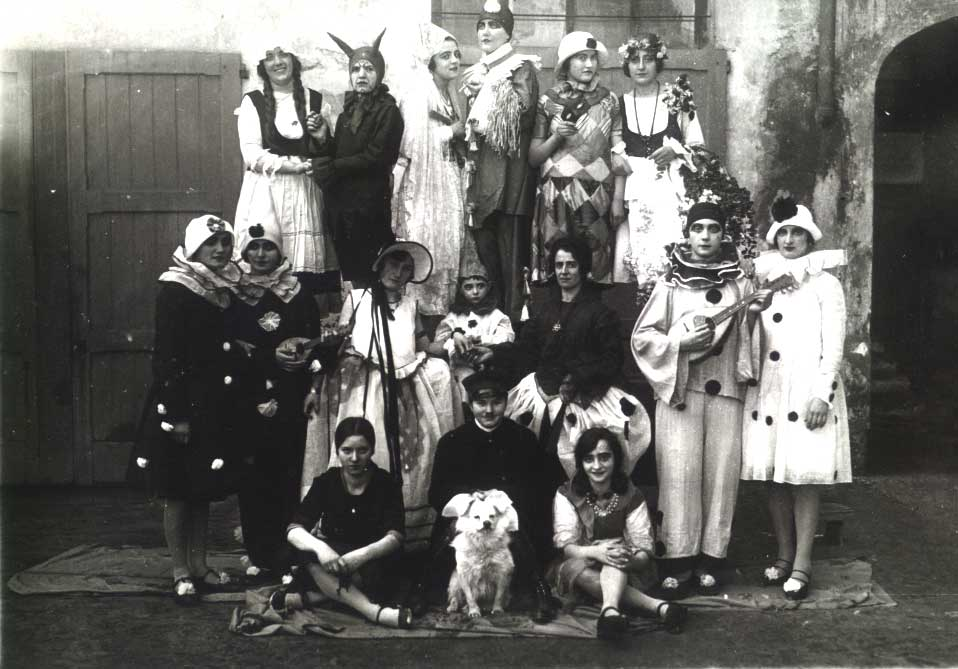
Edizione storica, II decennio del XX secolo.

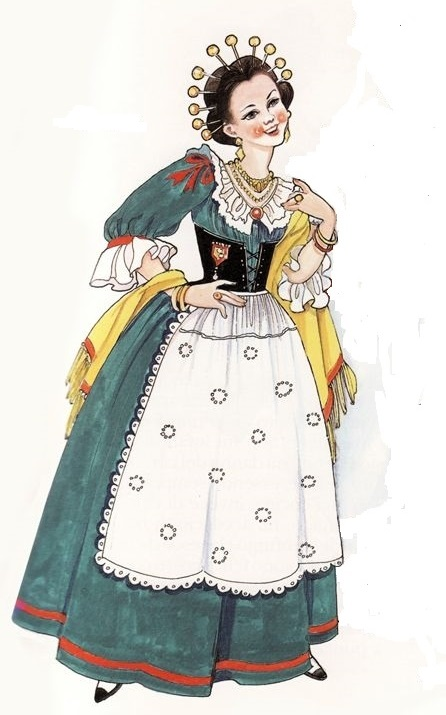
Cecca, illustrazione da stampa d'epoca.

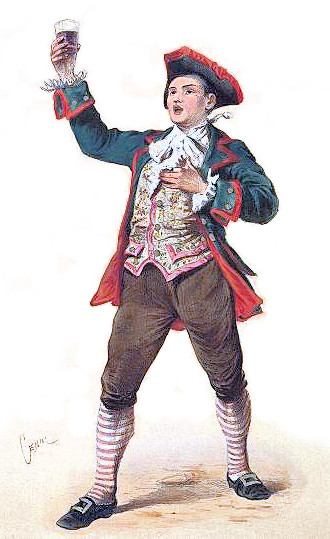
Meneghino, illustrazione da stampa d'epoca.

Nel 306 l'imperatore Costantino I, autore con Licinio dell'Editto di Milano, e la madre Flavia Giulia Elena nota come "Sant'Elena Imperatrice" contribuiscono alla diffusione del Cristianesimo in occidente.
La "Mediolanum" capitale imperiale dell'Impero romano d'Occidente è governata da Massimiano e in seguito da Teodosio I prima del trasferimento della capitale a Ravenna.
Nel 380 Teodosio I è il sostenitore e il promulgatore, assieme agli altri due Cesari Augusti Graziano e Valentiniano II, dell'editto di Tessalonica, con il quale il credo niceno diviene la religione unica e obbligatoria dell'Impero..
Teodosio professa il credo niceno in contrapposizione all'arianesimo, convoca nel 381 il primo concilio di Costantinopoli per condannare le eresie che si oppongono ai principi del Concilio di Nicea.
Tra il 391 e il 392 sono emanati i decreti teodosiani che attuano in pieno l'editto di Tessalonica: è interdetto l'accesso ai templi pagani, è ribadita la proibizione di qualsiasi forma di culto, è vietata l'adorazione delle statue e altri idoli pagani; sono inasprite le pene amministrative per i cristiani che si riconvertono al paganesimo.
Nel decreto emanato nel 392 da Costantinopoli è perseguita l'immolazione di vittime nei sacrifici, è condannata la consultazione delle viscere, equiparata al delitto di "Lex Iulia maiestatis", lesa maestà punibile con la condanna a morte. I templi pagani sono oggetto di sistematica distruzione, mira della confisca dei beni, i capi che li dirigono sottoposti ad arresto e la persecuzione degli adepti..
Nel 393, interpretando i Giochi olimpici come una festa pagana, influenzato dal vescovo Ambrogio, ne decreta la chiusura. A determinare tale decisione contribuiscono la strage di Tessalonica e soprattutto l'ormai intollerabile livello di corruzione regnante tra gli atleti e gli organizzatori che falsa le competizioni. La disposizione pone fine a una tradizione millenaria.
Nella transizione da religione romana al cristianesimo si assiste a un ribaltamento dei ruoli. Da cristiani perseguitati a cristiani persecutori nella figura propria dell'Imperatore che, animato da ragioni politiche, sociali, tattico - psicologiche, strategiche rasenta l'ortodossia radicale tendente al fanatismo, sfociata in frequenti, feroci e sanguinose persecuzioni che causano spesso animati e prolungati dissidi fra Ambrogio e Teodosio. La religione romana cessa dunque d'essere praticata alla fine del IV secolo con gli editti promulgati dall'imperatore romano di fede cristiana Teodosio I che proibiscono tutti i culti non cristiani.
In un siffatto contesto con Milano al centro dell'Impero, tra le poche valvole di sfogo superstiti, i "Saturnali", i "Bacchanalia", i "Fornacalia", i "Parentalia", i "Lupercalia", le "Idi di Marte" identificate comunemente con le "Idi di marzo" e tutto l'insieme delle festività romane compreso tra il mese di dicembre e marzo, epurate dai riti orgiastici, riti propiziatori, sacrifici animali e promiscue pratiche sessuali, si trasformano in riti carnevaleschi senza il culto di idoli pagani.
Nuovi usi e costumi che prevedono il capovolgimento dell'ordine sociale e delle gerarchie per lasciar posto al rovesciamento delle classi, alla caricatura e al dileggio delle classi nobili e del clero mediante l'utilizzo della satira e della critica, al burlesco scimmiottamento di stili di vita attraverso lo sberleffo e lo scherzo, l'ironia, la parodia e il comico, alla dissolutezza regimentata nel campo politico e religioso attraverso cortei, sfilate e balli in maschera.
Accompagnano i festeggiamenti abbondanti abbuffate e generose libagioni preludio di un lungo periodo di penitenza improntato a principi cristiani quali l'astinenza, il digiuno, l'espiazione, il ravvedimento, la confessione e la riconciliazione, il perdono. Si determina dunque l'antesignano del Carnevale moderno che trova proprio a Milano la culla delle proprie origini.

## Tradizione orale
La cronologia storica degli avvenimenti colloca temporalmente il susseguire degli eventi che determinano il lento definire del Carnevale ambrosiano e in generale di tutto il carnevale moderno. Dal punto di vista religioso, gran parte delle fonti riconduce alla trascrizione di tradizioni orali, impropriamente definite leggende. Varianti di racconti orali ormai codificati propongono personaggi esistenti in luoghi reali partecipi d'avvenimenti storicamente provati.
- Prima tradizione orale. Nella seconda metà del IV secolo il Carnevale di Milano è rinomato per i festeggiamenti grandiosi e per lo sfarzo. I milanesi attendono il ritorno del vescovo Ambrogio per le liturgie della Quaresima. Il ritardo dell'alto prelato giustifica impropriamente il prolungare del divertimento fino al suo arrivo. 
  - La variante propone la richiesta di Ambrogio alla città di posticipare il Carnevale fino al suo rientro.
- Seconda tradizione orale. Racconta di Ambrogio in viaggio diplomatico per le province dell'impero governato da Teodosio I, verosimilmente un pellegrinaggio in Terra santa sulle orme di Sant'Elena Imperatrice o un'ambasciata presso Treviri Prefettura del pretorio delle Gallie. Quale cittadino illustre, autorevole e venerato nessuno osa festeggiare il Carnevale fino al suo rientro a Milano avvenuto già al tempo di Quaresima, pertanto concede una dispensa, l'"habeatis grassum", per quattro giorni di svaghi in più di quelli canonici, prima del lungo periodo di penitenza. 
  - Una variante narra di Ambrogio di ritorno da un viaggio da Roma in estremo ritardo sui festeggiamenti carnevaleschi, verosimilmente per impegni presso il Papa e la curia romana. Una delegazione di notabili lo incontra a metà strada e ottiene il consenso per svolgere i riti in sua assenza.
- Terza tradizione orale. Riscontri documentali risalenti al XVI secolo riguardanti la cronologia storica di Milano nel IV secolo narrano della città decimata dalla peste. La popolazione è posta in quarantena, chiuse le vie d'accesso e limitati gli scambi commerciali, le scorte alimentari sono razionate. La situazione è normalizzata alle soglie della Quaresima che prevede diversi digiuni. Tormenti, epidemia, fame, ristrettezze sono un vero supplizio per la popolazione già stremata dalla malattia e dalle privazioni. Pertanto, il vescovo Ambrogio espone al Papa la delicata questione, in merito ottiene una dispensa speciale perpetua: è concesso festeggiare fino al sabato precedente la prima domenica di Quaresima limitatamente alla sola diocesi di Milano e ai territori di pertinenza, è di fatto riconfermato e riconosciuto il primitivo conteggio. La tradizione non fa riferimento a un anno specifico, i Papi sotto il mandato vescovile di Ambrogio sono rispettivamente Papa Damaso I e Papa Siricio.

Per quanto non supportate da fonti scritte autorevoli o riconosciute, tutte le varianti osservano il computo del preesistente rito liturgico consolidato nel rito ambrosiano.

### Medioevo

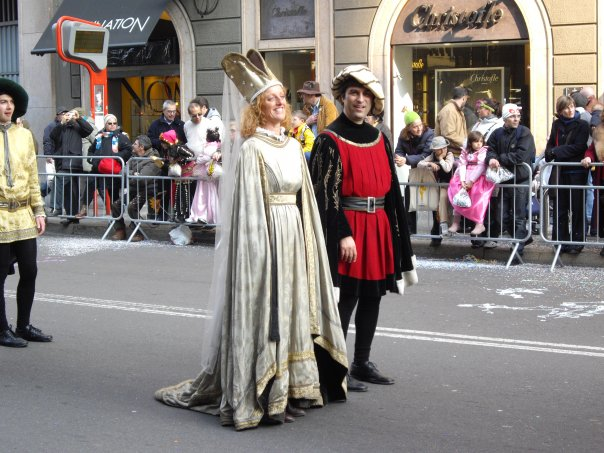
I Dignitari, Carnevale Ambrosiano 2009.

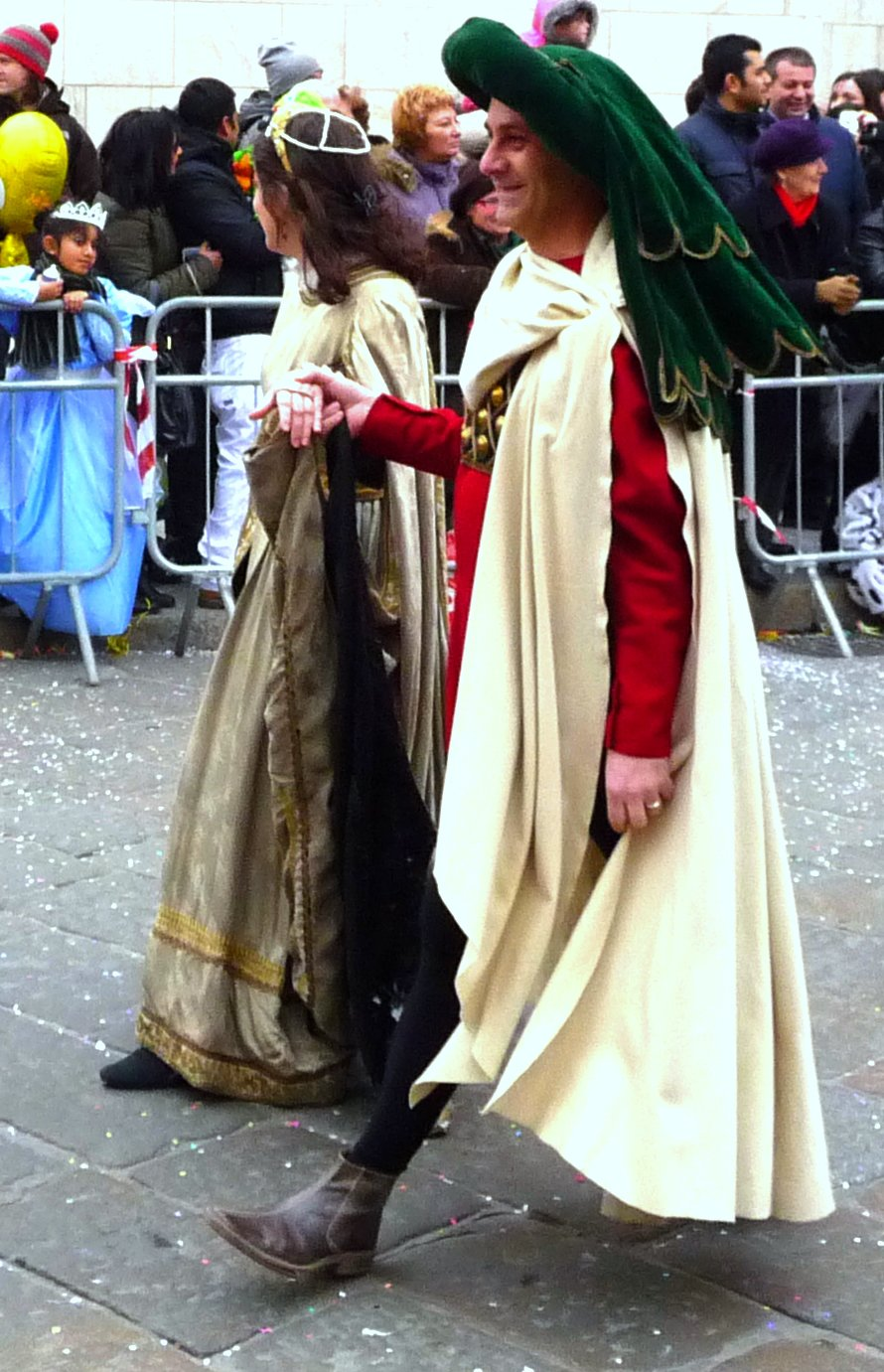
Corteo Storico Carnevale Ambrosiano 2011.

Nel Medioevo il Carnevale Ambrosiano è piuttosto grossolano mutuato da feste licenziose come:
- la "festa dell'asino" ovvero i festeggiamenti improntati al rovesciamento, al ribaltamento, all'inversione dei ruoli sociali;
- la "festa dei folli" divertimenti mutuati dal capovolgimento dell'ordine costituito: i folli tramutati in re, i chierici in alti prelati. Mediante travestimenti, canzoni licenziose, satire e baldorie, nessuna usanza o convenzione si sottrae al ridicolo, i personaggi più altolocati della società devono rassegnarsi allo scherno. Sebbene ripetutamente condannata e censurata, causa la degenerazione in licenziosità e pagliacciate scurrili, beffeggiando le consuetudini civili e religiose, la festa sopravvive fino al XVI secolo;
- la "festa dei cornuti";
- la "burle degli innocenti" di derivazione iberica introdotta durante la dominazione spagnola in Italia. L'equiparazione dei bambini che per loro natura e tenera età considerati «innocenti» e «semplici», ai «tonti» e ai «folli» inconsapevolmente incapaci e irresponsabili, costituisce la base delle feste del ciclo carnevalesco in cui viene sovvertito l'ordine sociale costituito.

### Rinascimento
Nel Rinascimento il Carnevale Ambrosiano è più raffinato. Il periodo è contraddistinto dall'uso di carri e sfarzosi cortei.

### Barocco
Nel Seicento barocco segnato dalla dominazione spagnola il Carnevale Ambrosiano arriva al suo massimo splendore ed eleganza.
Compaiono le maschere regionali della commedia dell'Arte.

### La Commedia dell'Arte
La Commedia dell'Arte si diffonde nel XVI secolo con le opere di Ruzante, pseudonimo di Angelo Beolco. La commedia classica diventa divertente con i nuovi personaggi: Meneghino e Cecca, Brighella, Rosaura.

#### Il Carnevale e i Borromeo
- 1571 gennaio. Inizia la battaglia di Carlo Borromeo contro i festeggiamenti del Carnevalone. Folte rappresentanze di cittadini sempre pronte a difendere i godimenti, si appellano direttamente al Papa Gregorio XIII quando il severo arcivescovo ripropone le sue pretese restrittive e inasprisce le sanzioni. Il prelato riesce solo a convincere i fedeli a rinunciare a un giorno del loro Carnevale, in modo tale da farlo finire alla mezzanotte del sabato anziché della domenica.[7]
- 1576 Carlo Borromeo durante l'epidemia nota come peste di San Carlo, nel vano tentativo di proibire i sollazzi coll'intento di contenere eventuali contagi, limita lo spazio dei festeggiamenti al solo perimetro di Piazza Duomo. La quarantena ha inizio il 29 ottobre, con successive proroghe si protrae fino alla fine di gennaio. Molti provvedimenti restrittivi permangono fino a Pasqua. L'evento della Quarantena generale che costringe i milanesi a restare chiusi in casa è commemorato da San Carlo. Durante i festeggiamenti del carnevale la corte vescovile si ritira presso la Basilica di Santa Maria presso San Celso per la celebrazione del triduo di penitenza, rito praticato fino al 1951.[8]
- 1582 27 gennaio. Carlo Borromeo con decreti proibisce le mascherate. Negli anni precedenti sono proibiti i tornei e le vendite nei giorni festivi.[9]
- 1629 22 ottobre. Primo caso di peste a Milano presso San Babila documentato nel nuovo secolo. Federico Borromeo durante l'epidemia nota come peste del 1630, rischia una protesta popolare nel tentativo di abolire i festeggiamenti dopo il martedì grasso. Il carnevale continua a essere vissuto come una liberazione, la momentanea assenza di regole non permette limitazioni agli eccessi: travestimenti, aggressioni e ruberie sono all'ordine del giorno, i banchetti e convegni orgiastici una regola. La maschera, garanzia per l'anonimato e l'impunità, costituisce l'incentivo per perpetrare nuovi misfatti.[10]
- 1658 22 luglio. Nel momento di più grave pericolo per la città si fa voto "per sei anni in avvenire di non farsi maschere, festini e giuochi", mediante ordinanze governative si giunge alla richiesta dell'abolizione dei festeggiamenti, quando i delitti commessi a Milano da bande armate e mascherate superano ogni ragionevole previsione.[11]

## Personaggi
| Personaggi        | Descrizione |
| ----------------- | --- |
| Lapoff            | Pierrot biancovestito, in assoluto la prima maschera del Teatro dell'arte milanese. Personaggio vestito come un pulcinella con un cappellaccio (capello a laa-pouff) floscio più che uno straccio. |
| Beltrame          | "Beltramm de Gaggian", primitiva maschera milanese. Servo un po' tonto, buono e sempliciotto, da qui il detto: "vess de Gaggian" o "vess un Beltramm" che indica una persona non troppo sveglia o "Beltramm de la Gippa", per via dell'ampia casacca. Niccolò Barbieri principale esponente delle "Compagnie dei Gelosi e dei Confidenti" è il principale interprete nelle rappresentazioni nelle corti, per coinvolgere il pubblico sale sui banchi per essere visto da tutti, da qui il termine "mont in banc" o "saltimbanco", etimo utilizzato per indicare un attore comico. Personaggio ripreso da Carlo Maria Maggi. Il suo costume consiste da maschera marrone, berretto nero, giacca, pantaloni e mantello, scarpe in pelle, cintura gialla, le calze, il colletto e i polsini bianchi. |
| Meneghino         | Diminutivo di Domeneghín. La probabile origine del suo nome risale ai "Menecmi" di Plauto, oppure al "Menego" di Ruzante, oppure più semplicemente dal nome dei servi utilizzati nelle ricorrenze domenicali, chiamati "Domenighini". "Meneghín Pecenna", pecenna da pettine: oltre a fare da accompagnatore alle messe domenicali, le funzioni di maggiorgomo, "Meneghín" accudisce alla capigliatura della signora e "parrucchiere" per la sua abitudine di strigliare e scimmiottare burlescamente i nobili per via dei loro vizi. A dare vita e notorietà al personaggio è Carlo Maria Maggi. Altri interpreti sono Francesco di Lemme, Girolamo Birago, Antonio Tanzi, Domenico Balestrieri, Giuseppe Moncalvo, Gaetano Piomarta, Luigi Preda, Tagliabue Malfatti. Nell'Ottocento Carlo Porta ne accentua il carattere di censore dei costumi del clero e dell'aristocrazia. Il costume è caratterizzato da pantaloni e casacca in panno verde orlati in rosso, panciotto a fiori, calze a righe orizzontali bianche e rosse, scarpe con fibbia, parrucca con codino all'insù, camicia bianca, cappello a tricorno verde orlato in rosso. |
| Cecca             | Forma dialettale e colloquiale di Francesca, moglie del "Meneghín", detta "Cècca di birlinghitt" per via dei fronzoli, nastri, guarnizioni di cui ama abbigliarsi. Di carattere allegro e sorridente, è abile a risolvere i problemi domestici grazie alla sua fantasia, alla sua buona volontà e alla sua abilità, capacità che usa per servire al meglio i suoi padroni e per aiutare Meneghino nel suo lavoro di servitore, mestiere che è anche quello di Cecca. Insieme costituiscono la "classica" coppia milanese "Meneghín e Cècca" che, con fantasia, volontà, sacrificio, abilità e spirito imprenditoriale, riesce sempre a far quadrare i conti di casa. Come Meneghino, non indossa la maschera, come dimostrazione della sua autenticità e onestà. L'abbigliamento si compone di calze azzurre, un grembiule bianco sopra una sottana color granata a pallini bianchi (altre fonti la vorrebbero di colore verde), un corsetto di velluto nero con bianchi pizzi e bottoni d'oro. Sulle spalle porta uno scialle di tulle e in testa la cresta pieghettata alla brianzola. Zoccoli di legno.                                     |
| bosin             | Bosinada: composizione in versi in dialetto milanese su argomenti d'attualità e di tono satirico recitata o cantata dai bosini, cantastorie tipici delle campagne milanesi. I personaggi riprendono lo stesso costume di "Beltramm de Gaggian". |
| Leonardo da Vinci | Personaggio storico. |
| Ludovico il Moro  | Personaggio storico. |
| Alfieri           | Porta vessilli dei rioni storici della città di Milano: Porta Romana, Porta Ticinese, Porta Venezia, Porta Magenta o Porta Vercellina, Porta Garibaldi o Porta Comasina, Porta Nuova. |
| Araldo            | Banditore. |
| Cortigiani        | Riproposizione di personaggi di Corte in costumi patrizi dell'aristocrazia del XV e XVI secolo. |
| Altri             | Giullari, menestrelli, giocolieri, buffoni, "Bauscia de Milan", "Asnon de Barlassina", "Goss de Bergum", scarriolanti. Riproposizione di Renzo Tramaglino e Lucia Mondella, dei personaggi manzoniani legati ai Promessi Sposi. |

## Cronologia temi delle edizioni contemporanee

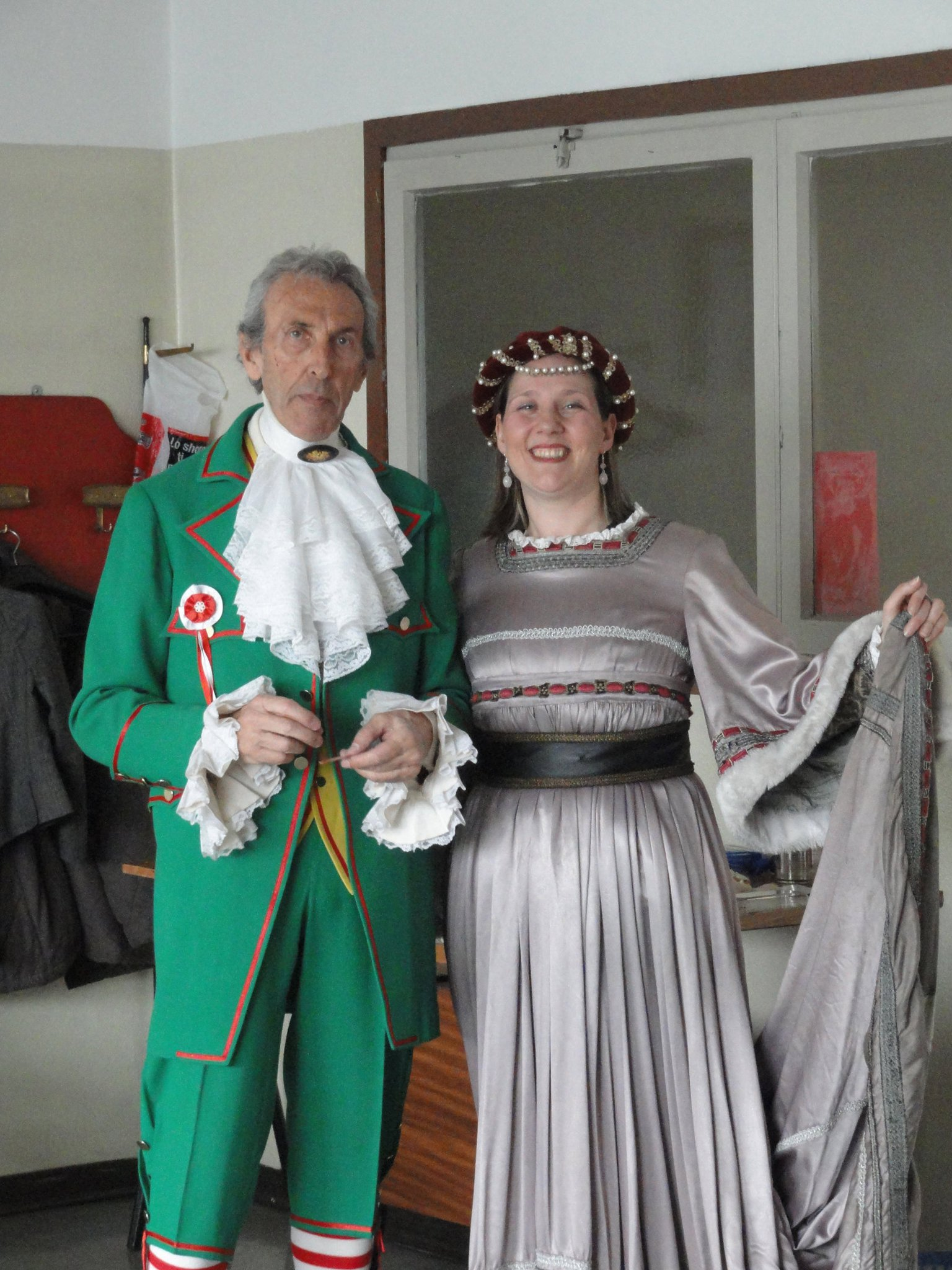
Celebre Meneghino delle ultime edizioni, Carnevale Ambrosiano 2011.

| Anno | Edizione | Tema |
| ---- | -------- | --- |
| 2025 | L        | "Replay - Idee per rivivere il carnevale"                                                                           |
| 2024 | XLIX     | "HappyBIRDsAY" |
| 2023 | XLVIII   | "BIG face - màscheràti"                                                                                             |
| 2022 | XLVII    | "Avèghen... averne supereroi così"                                                                                  |
| 2021 | XLVI     | "Star Tap - Mestieri da sogno"                                                                                      |
| 2020 | XLV      | "Il Clima" |
| 2019 | XLIV     | "Bellooooo, cos'è?", il Carnevale delle invenzioni leonardite - Ricordando il 500° della morte di Leonardo da Vinci |
| 2018 | XLIII    | "Coleotteri, Stupidotteri, Bomboloni"                                                                               |
| 2017 | XLII     | "Oratour - 2017 anno internazionale del turismo sostenibile"                                                        |
| 2016 | XLI      | "All'Incontrario - Il mondo dell'opposto e del contrario"                                                           |
| 2015 | XL       | "Pela, Taglia, Trita, Cuoci"                                                                                        |
| 2014 | XXXIX    | "Sportissimissimi.it"                                                                                               |
| 2013 | XXXVIII  | "Barra a Dritta! Verso l'Isola del Tesoro"                                                                          |
| 2012 | XXXVII   | "Il Carnevale dei popoli".                                                                                          |
| 2011 | XXXVI    | "Made in Italy". |
| 2010 | XXXV     | "Milano città che trasforma e si trasforma ..... Trasformiamoci".                                                   |
| 2009 | XXXIV    | "Milano città aperta all'innovazione e ai cambiamenti imposti dalla modernità".                                     |
| 2008 | XXXIII   | "Giocagiocattolo - I Giochi siamo noi!".                                                                            |
| 2007 | XXXII    | "Ritorno al Futurismo".                                                                                             |